# Friedrich Traugott Hase
Friedrich Traugott Hase, auch Haase, (* 16. Februar 1754 in Niedersteinbach bei Penig; † 9. Februar 1823 in Dresden) war ein deutscher Schriftsteller und Dichter, sächsischer Geheimer Kabinettssekretär bzw. Kriegsrat sowie Weinbergsbesitzer.

## Leben und Wirken
Hase wuchs als das zehnte Kind des Niedersteinbacher Pfarrers Gottlob Friedrich Hase (1707–1786) auf. Er besuchte von 1768 bis 1771 das Gymnasium in Altenburg, dann studierte er Jura in Leipzig.
Im Jahr 1779 ging er nach Dresden, wo er im Justizamt Beamter wurde. Es folgten Aufgaben im Domestiken-Departement des Geheimen Kabinetts, während der er 1788 zum Geheimsekretär und 1807 zum Kriegsrat ernannt wurde. 1808 erfolgte seine Versetzung in das Militär-Departement.
Hases Teilnahme am literarischen Leben seiner Zeit fand während einer nur recht kurzen Schaffensperiode statt: Von 1776 bis 1778 gab er den Leipziger Musen-Almanach (siehe auch unter Musen-Almanach) heraus, in dem auch seine eigenen Werke erschienen: Neben einem Abriss der deutschen Literaturgeschichte im Jahr 1777 veröffentlichte er dort auch eigene Rokokoverse. Seine weiteren Werke wurden anonym herausgegeben. 1777 erschien in Leipzig Auszug aus Eduard Blondheims geheimen Tagebuche: Ein Beytrag zur Geschichte vom Genie und Charackter. 1779 erschienen sowohl in Dresden das Lustspiel Der Mißverstand wie auch in Leipzig Gustav Aldermann. Ein dramatischer Roman, dem am selben Ort 1780 der Dialogroman Friedrich Mahler folgte. Hinzu kommt, ebenfalls 1780, Geschichte eines Genies. Hase wollte seinen Operntext Oberon 1792 von Friedrich Schiller in dessen Zeitschrift Thalia veröffentlichen lassen, was dieser jedoch ablehnte. Schiller war mit Hase bekannt, da dieser der Pate eines Kindes von Christian Gottfried Körner war, einem Freund Schillers.
Hase heiratete 1788 in Dresden Charlotte, die Tochter des Wein- und Seidenhändlers Isaac Bassenge, ursprünglich aus Prenzlau, dann Dresden, sowie Schwester von Heinrich Wilhelm Bassenge, der 1790 das Bankhaus Heinrich Wilhelm Bassenge u. Co. gründete. Mit Charlotte hatte er drei Töchter. Hase besaß ein Weingut in der Oberlößnitz.
Hases Neffe, Sohn seines Bruders Karl (1751–1803), war der evangelische Theologe und großherzoglich-sächsische Wirkliche Geheimrat Karl von Hase (1800–1890).

## Rezeption
Hases Dialog-Romane entstanden vor den entsprechenden Versuchen Johann Jacob Engels und August Gottlieb Meißners, was dem lange Zeit vergessenen Hase „einen Anspruch auf Beachtung in der Geschichte der deutschen Literatur“ erwirkt. Aus seiner Erfahrung mit den Zeitgenossen seiner eigenen Gesellschaftsschicht stellt er die „mit der politischen Macht verbundene Gesellschaft[…]“ dar. „Die Glaubwürdigkeit des Gesprächstons hebt Hases Romane von den übrigen Romanen und Schauspielen des ausgehenden 18. Jahrhunderts ab.“

## Werke (Auswahl)
- Auszug aus Eduard Blondheims geheimen Tagebuche. Ein Beytrag zur Geschichte vom Genie und Charakter. Dyk, Leipzig 1777 (Digitalisat [abgerufen am 5. November 2024]).
- Gustav Aldermann. Ein dramatischer Roman. Weygandsche Buchhandlung, Leipzig 1779 (Digitalisat [abgerufen am 5. November 2024]).
- Der Mißverstand. Ein Lustspiel in fünf Aufzügen. Nach dem Englischen. Hilscher, Dresden 1779 (Digitalisat [abgerufen am 5. November 2024]).
- Friedrich Mahler. Ein Beytrag zur Menschenkunde. Ein dramatischer Roman. Weygandsche Buchhandlung, Leipzig 1781 (Digitalisat [abgerufen am 5. November 2024]).